# Международная федерация парусного спорта
Международная федерация парусного спорта, ИСАФ (англ. World Sailing с 2015 года, International Sailing Federation, ISAF в 1996 — 2015 годах) — головная всемирная спортивная организация в области парусных соревнований.
ИСАФ является членом Ассоциации международных федераций олимпийских летних видов спорта.
Штаб-квартира организации находится в городе Лондон, Великобритания.
Президентом ИСАФ в настоящее время (2020) является  Ли Цюаньхай (Китайская Народная Республика).
В России представителем ИСАФ является Всероссийская федерация парусного спорта (ВФПС).

## История
World Sailing (ИСАФ, ИЯРУ) была образована в октябре 1907 года.
Предыдущее название организация получила в 1996 году, когда был переименован Международный союз парусного спорта (ИЯРУ) (англ. International Yacht Racing Union (IYRU)).

## Президенты
С 1906 по 1946 время от времени избирался председатель для организации ежегодных встреч.
- 1946—1955 Ральф Гор был избран первым президентом.
- 1955—1969 Питер Скотт (Великобритания)
- 1969—1986 Андреа Джузеппе Кроче[англ.] (Италия)
- 1986—1994 Петер Таллберг (Финляндия)
- 1994—2004 Пол Хендерсон (Канада)
- 2004—2012 Горан Петерсон (Швеция)
- 2012—2016 Карло Кроче (Италия)
- 2016 — 2020 Ким Андерсен[англ.] (Дания)[1]
- 2020 —  Ли Цюаньхай (Китайская Народная Республика)[2].

## Хроника

### 2012
Ежегодная конференция ISAF

### 2016
Ежегодная конференция World Sailing

### 2017
Ежегодная конференция World Sailing

### 2018
Ежегодная конференция World Sailing

### 2020
Ежегодная конференция World Sailing.